# 学力偏差値
学力偏差値（がくりょくへんさち）とは、学力試験の受験者の得点が、受験者全体の中でどの程度高い（低い）位置にいるかを示す偏差値。

## 定義
統計学に基づいて定義され、標準得点の一種である。学力試験の得点分布が正規分布に従うと仮定しており、上位何%にいるか（受験者の得点が受験生全体の中でどれくらい高い・低いか）を知ることができる。
データを標準化する（平均と標準偏差を一律にする）ことで、満点点数や母集団が異なる試験同士でも一律に比較でき、「個々の学力試験の学習到達度」「受験における合格可能性の判定」に利用される。
算出方法に関しては偏差値を参照されたい。

### 平均偏差値とボーダー偏差値
大学受験などにおいて、大手予備校が公表しているものには「平均偏差値」と「ボーダー偏差値」が存在する。どちらも各予備校が模試を受けた受験生に対し、追跡調査を行い「模試の成績」と「各大学の受験結果（合否）」を照らし合わせ算出するが、両者が示すものは別物である。
|              | 平均偏差値                                                                            | ボーダー偏差値 |
| ------------ | ------------------------------------------------------------------------------------- | --- |
| 意味・用途   | 当該大学合格者の平均学力 （「当該大学合格者」の「前年の模試における偏差値」の平均値） | 合否確率の予想値 （「当該大学の入試」において「合否確率が半々 (50%)」になる偏差値） |
| 主な使用機関 | 駿台ベネッセ※1や東進ハイスクール※2などが使用。またかつての代々木ゼミナール※3も使用。  | 河合塾が使用 |
| 留意・注意点 | 「合格者の平均」であり「入学者の平均」ではない                                        | - 他の予備校（駿台や東進）の大学偏差値が1刻みなのに対して、河合塾は2.5刻みである。 - 「合格者のデータ」のほかに「不合格者のデータ」を使用。 - 実際に 統計学的に合否確率が50%になる地点を算出するのは困難であるが、河合塾においては、合格者数と不合格者数が「近い割合」になる地点が「ボーダー偏差値」として設定されている。偏差分布の中から、どの地点をボーダーに選ぶかは河合塾の判断により決まり、ほぼ一意に定まる平均偏差値と比べると任意性がある。 |

※1「成績データは、駿台予備学校・ベネッセコーポレーションの合否結果追跡調査」であり、「合格者平均をどれだけ上回ったかで合格可能性を出している」と説明あり。
※2「受験生のうち、大学合格者のみのデータを使用」と説明あり。
※3 合格者平均を基に設定し、合格者平均偏差値に達した場合の合格可能性はおおむね６０％である」と説明有り。

合否の分かれ目となる偏差値のボーダーラインが設定できないような大学を「ボーダー・フリーの大学」というが、これはもともと河合塾の用語である。

## 学校の評価尺度としての偏差値
日本においては、「各大学の入学に必要な学力偏差値の高さ」が、大学のブランドとしての意味合いを持ってきた。
1970年代に学力偏差値が日本で広まって以降、全国の大学の序列が可視化され、「東大を頂点とするヒエラルキー」が形成されていると認識されるようになった。これにより、大学のブランドが偏差値を中心に語られることが多くなった。
受験生は「偏差値の高い大学へ進学すれば、卒業後に有利な就職ができ、将来の収入が高くなる」と考え、また、企業などの採用側も、出身大学の偏差値を一定の評価基準とした。こうした状況の中で、「偏差値の高い大学・学部」に合格することが受験の大きな目標となった。
留意する点として、大学入試において予備校などが発表している大学の偏差値は、テストにより合否が決まる一般入試の合格難易度の指標であり、推薦入試や総合型選抜についての指標ではない。一般入試で大学に入学する割合は、私大では2000年に6割程度だったものが、2021年には4割程度になっている。一般入試（2月頃の試験で合否が決まる）の割合が減少し、代わりに推薦入試や総合型選抜（年内に合否が決まる）が増加している。その理由の一つとして、少子化により18歳人口が減少する中、大学側にとっては早期に入学者を確保することができ、受験生にとっては早期に合格が決まることで受験の負担が軽減されることが挙げられる。リクルート進学総研所長の小林浩は2022年に、そういった事情から「大学選びの軸が偏差値しかない時代ではなくなった」と述べている。
中学入試では、同じ学校が複数回の入試日程を設けることで、募集人数の少ない特定回の偏差値が上昇する。メディアは高い方の偏差値に注目しがちであり、そのような状況は一部のメディアから偏差値操作と呼ばれることがある。

## 日本における学力偏差値の成立と広まり
学力偏差値の初期の使用例には、丸山良二の1926年（大正15年）の論文「學力の測定」がある。また丸山と田中寛一の1929年（昭和4年）の書籍『小学校に於ける職業指導』にも偏差値について記載している。いずれも数式を用いた定義とともに記されている。
1957年（昭和32年）、東京都港区立城南中学校（当時）理科教員であった桑田昭三は偏差値を用いた進路指導を始めた。試験の偏差値をもとに高校の合格見込みを割り出し、進路指導に用いというものである。桑田が科学的な進路指導を志したきっかけは、数年前に担任した生徒が希望する高校を受けて不合格になったことだった。1961年、桑田は城南中学校出入りのテスト業者である進学研究会に偏差値の算出を依頼した。桑田は1963年に進学研究会に転職し、偏差値を社内で啓蒙する。その2年後には、偏差値は点数と順位に代わって、進学研究会でテストの成績や進学情報を表す主要な方法となる。
偏差値は1965年ごろから広まり出し、大学受験では、旺文社の『螢雪時代』1965年8月号の付録に初めて偏差値が登場する。1970年代前半には、全国津々浦々の地方の業者テストや学習塾などにまで広まるようになる。生徒の受験校を偏差値によって切り分けるような「輪切り」と呼ばれる進路指導がなされるようになる。1975年には複数の新聞が反偏差値キャンペーンを展開した。
偏差値は特に中学校で批判を浴びるようになるようになり、1993年2月、文部省（当時）が「（中学校で）業者テストによる偏差値等に依存した進路指導は行わないこと」を国公立教育行政機関に通達する。これにより、国公立中学内での業者テスト（模試）の実施が禁止になった。
現在の日本では、学力偏差値は中学受験、高校受験、大学受験などを含む学力試験で広く用いられている。中学受験では、大手塾は、模試での得点分布を元に、各中学校の「合格可能性80%偏差値」を算出し、公開している。

### 意見
- 森口朗（教育評論家）は、『偏差値は子どもを救う』(森口 1999)で偏差値で学力を測定することの妥当性と限界を示した。
- 桑田昭三は進路指導に学力偏差値を使い始めた一人だが、学力偏差値が不本意な使い方をされてしまったことを悔やみ、1981年に偏差値を用いる業界から離れた[30][31]。
- 朝比奈一郎（元通産省官僚）は、昭和の後半から平成の時代にかけて顕著だった偏差値教育について、科挙と同じような弊害を日本にもたらしたのではないかと指摘している[32][33]。

## 日本以外での使用状況
日本以外でも学業成績の評価に偏差値（Tスコア）を用いることはあるが、日本ほど広く用いられている国はない。特に、学校の入学難易度の指標として偏差値を用いるのは、日本特有の慣行である。
韓国の大学入学共通試験「修能」では、結果が標準点数・百分位・等級の3つの方式で表示される。そのうち社会と科学では、標準点数は偏差値そのものである（平均50、標準偏差10）。一方で国語と数学では標準点数が平均100、標準偏差20である。
偏差値は平均50標準偏差10に標準化した得点だが、それとは異なる様々なスケールを用いた標準化テストが存在する。例えばアメリカのSATは平均500標準偏差100、GREでは平均150標準偏差8.75に概ねなるように設計されており、イギリスのSATsでは平均100標準偏差15である。